# Baek A-yeon
Baek A-yeon (hangeul : 백아연) est une chanteuse sud-coréenne.

## Biographie
A-Yeon est née le 11 mars 1993 à Seongnam (Gyeonggi), en Corée du Sud.
Lors de l'émission K-Pop Star avec des juges des trois plus grandes agences de divertissement du pays (SM, YG, JYP), A-Yeon était l'un des candidats les plus populaires.
À l'âge de 8 ans, elle est traitée pour un lymphome.

## Carrière
Elle est apparue en Corée du Sud par l'émission K-Pop Star. Elle fut finaliste avec Park Ji-min et Lee Ha-yi, mais fut éliminée.

## Discographie

### Extended plays
| Titre                                                           | Détails | Classements |
| Titre                                                           | Détails | COR         |
| --------------------------------------------------------------- | --- | ----------- |
| I'm Baek                                                        | - Date de sortie : 10 septembre 2012 - Label : JYP Entertainment - Formats : CD, téléchargement numérique, streaming audio | 11          |
| A Good Girl                                                     | - Date de sortie : 17 juin 2013 - Label : JYP Entertainment - Formats : CD, téléchargement numérique, streaming audio      | 14          |
| Bittersweet                                                     | - Date de sortie : 29 mai 2017 - Label : JYP Entertainment - Formats : CD, téléchargement numérique, streaming audio       | —           |
| Dear Me                                                         | - Date de sortie : 21 novembre 2018 - Label : JYP Entertainment - Formats : CD, téléchargement numérique, streaming audio  | —           |
| Observe                                                         | - Date de sortie : 7 septembre 2021 - Label : Eden Entertainment - Formats : CD, téléchargement numérique, streaming audio | 51          |
| "—" signifie que l'album ne s'est pas classé dans cette région. | |             |

### Singles
| Année                                                             | Titre                                                          | Meilleures positions | Meilleures positions | Album               |
| Année                                                             | Titre                                                          | COR                  | COR Hot              | Album               |
| ----------------------------------------------------------------- | -------------------------------------------------------------- | -------------------- | -------------------- | ------------------- |
| 2012                                                              | Sad Song (느린노래)                                            | 2                    | 11                   | I'm Baek            |
| 2013                                                              | A Good Boy (어굿보이)                                          | 12                   | 26                   | A Good Girl         |
| 2015                                                              | Shouldn't Have (이럴거면 그러지말지) feat. Young K de Day6     | 1                    | —                    | Non issu d'un album |
| 2016                                                              | So-So (쏘쏘)                                                   | 1                    | —                    | Non issu d'un album |
| 2016                                                              | Just Because (그냥 한번) feat. Jay B de GOT7                   | 12                   | —                    | Non issu d'un album |
| 2017                                                              | Sweet Lies feat. The Barberettes                               | 5                    | —                    | Bittersweet         |
| 2017                                                              | The Little Match Girl (성냥팔이 소녀) avec Wendy de Red Velvet | 55                   | —                    | SM Station          |
| 2018                                                              | Sorry To Myself (마음아 미안해)                                | —                    | —                    | Dear Me             |
| 2020                                                              | Looking For Love (썸 타긴 뭘 타)                               | 47                   | —                    | Non issu d'un album |
| 2020                                                              | I Need You (춥지 않게)                                         | —                    | —                    | Non issu d'un album |
| 2021                                                              | 아무것도 하기 싫으면 어떡애                                    | À venir              | À venir              | Observe             |
| "—" signifie que le single ne s'est pas classé dans cette région. |                                                                |                      |                      |                     |